# هنري براون
هنري براون (بالإنجليزية: Henry Brown)‏ هو سياسي نيوزلندي، ولد في 1842 في المملكة المتحدة، وتوفي في 10 مارس 1921 في نيوزيلندا. انتخب عضو مجلس النواب نيوزيلندا.